# Conseil de prud'hommes de Nîmes
Le conseil de prud'hommes de Nîmes est une juridiction du travail française.

## Description
Le conseil de prud'hommes de Nîmes est fondé en 1807. 
En 2007, il se compose de 102 membres également répartis entre employeurs et salariés, qui connaissent cette année-là 1 500 affaires, pour l'essentiel des litiges autour de licenciements. Il est doté d'une équipe de greffiers, qui sont garants de la régularité de la procédure.

## Présidents
- 2014 : Marc Linares[3]
- 2015 : Jeannette Meslin
- 2016 : Jean-Marc SASTRE
- 2017 : Georges Beaugé[4]
- 2018 : Cédric Hébrard[5]
- 2019 : Laurence Richard[6]
- 2020 : Jean-Luc Buyck[7]
- 2021 : Laurence Richard[8]
- 2022 : Jean-Hubert Lacroix
- 2023 : Laurence Richard[9]